# Armi lever!
Armi lever! (finsk originaltitel Armi elää!) är en finsk dramafilm från 2015 regisserad av Jörn Donner. Filmen handlar om Marimekkos grundare Armi Ratias liv och henne som person och hur hon skapade Marimekko. Filmen är en metafiction där betraktaren får följa en teatergrupps iscensättning av en pjäs om Ratia. 
Filmen belönades med två Jussistatyetter 2016, för bästa filmmanus och för bästa dekor.

## Rollista
- Minna Haapkylä – Armi Ratia / Maria
- Hannu-Pekka Björkman – Viljo Ratia
- Laura Birn – Leena
- Rea Mauranen – Kerttu